# Каруласька сільська рада (Локсаський район)
Ка́руласька сільська рада (ест. Karula külanõukogu, рос. Карулаский сельский совет) — сільська рада в Естонській РСР, адміністративно-територіальна одиниця в складі повіту Вірумаа (1945—1950) та Локсаського району (1950—1954).

## Населені пункти
Сільській раді підпорядковувалися населені пункти: 
села: Карула (Karula), Паювескі (Pajuveski), Вайнопеа (Vainopea), Анді (Andi), Ейсма (Eisma), Ківа (Kiva), Кандле (Kandle);
поселення Карула (Karula asundus).

## Історія
13 вересня 1945 року на території волості Вігула у Віруському повіті утворена Каруласька сільська рада з центром у селі Карула.
26 вересня 1950 року, після скасування в Естонській РСР повітового та волосного поділу, сільська рада ввійшла до складу новоутвореного Локсаського сільського району.
20 березня 1954 року відбулася зміна кордонів між районами Естонської РСР, зокрема Карулаській сільраді передані 488,27 га земель колгоспу «Кандле» від Варанґуської сільської ради Раквереського району. 
17 червня 1954 року в процесі укрупнення сільських рад Естонської РСР Каруласька сільська рада ліквідована, а її територія склала північно-східну частину Вігуласької сільської ради.